# お子様ニュースネットワーク
『お子様ニュースネットワーク』（おこさまニュースネットワーク）は、1986年12月3日から1987年9月23日まで、TBSテレビ系列各局（フジテレビ系列とのクロスネット局だったテレビ山口を含む）で放送された情報番組である。毎週水曜 19:20 - 19:30 (JST) の10分間番組であった。全36回。
サブタイトルは『〜ONNニュース〜』だった。なお、タイトルは『お子様Nネットワーク』と表記される場合もある。

## 概要
名前の通り、TBS系列各局からの、子供にまつわる話題を、ニュース形式で取り上げた番組。初代キャスターは勝谷晋典と畠山あかり（1986年12月 - 1987年3月）、2代目キャスターは倉田徹と小坂彩（1987年4月 - 1987年9月）。
話題は実際に子供が読み上げており、キャスター・リポーターなど画面に登場する人物も、プロデューサーの加藤嘉一と、ニュース解説として毎回登場するゲストを除き、富田慶介ら子供中心であった。また、実際のニューススタジオを思わせるセットを組んで収録が行われていたこと、話題を読み上げる子供が『JNNニュースコープ』平日版と同じく男女ペアだったこと、つかみに必ず「お子様ニュースネットワーク、キャスターの○○です」とアナウンスしていたこと、本編テーマミュージック・エンディングがJNN系列のニュース番組で使われていたものを4拍子にアレンジしたものであったこと、字幕フォントがJNNのニュース番組で使われていたものと全く同一であることなど、ニュース番組に似せたつくりは凝っているというほかはないほどであった。違いはわずかに最後に「製作著作 TBS」とクレジットされたこと、観客が入っていたことくらいである。なおリードの部分はキャスターの顔出しではなく、かつてのニュース番組のようにブルーバックにテロップを入れる形で行われた。
中部日本放送（CBC）・中国放送（RCC）では、地元球団主催カードのプロ野球中継を放送するため、番組休止となる場合があった。
『JNNニュースコープ』の19時台終了および、『ニュース22 プライムタイム』開始に伴うTBS系列の夜のテレビ番組見直しの影響で、1年足らずでの打ち切りを余儀なくされた。
1987年4月26日（日曜）の16:30 - 17:30には、『お子様Nネットワーク特集』と題した特別番組が放送された。